# Arcidiocesi di Tuxtla Gutiérrez
L'arcidiocesi di Tuxtla Gutiérrez (in latino Archidioecesis Tuxtlensis) è una sede metropolitana della Chiesa cattolica in Messico. Nel 2023 contava 1.327.825 battezzati su 2.026.043 abitanti. È retta dall'arcivescovo José Francisco González González.

## Territorio
L'arcidiocesi comprende la parte occidentale dello stato messicano del Chiapas.
Sede arcivescovile è la città di Tuxtla Gutiérrez, dove si trova la cattedrale di San Marco.
Il territorio si estende su 22.629 km² ed è suddiviso in 72 parrocchie.

## Provincia ecclesiastica
La provincia ecclesiastica del Chiapas è stata istituita nel 2006 e comprende, oltre alla sede metropolitana di Tuxtla Gutiérrez, 2 diocesi suffraganee:
- la diocesi di San Cristóbal de Las Casas, una delle più antiche del Messico, eretta il 19 marzo 1539;
- la diocesi di Tapachula, eretta il 19 giugno 1957.

## Storia
La diocesi di Tuxtla Gutiérrez fu eretta il 27 ottobre 1964 con la bolla Cura illa di papa Paolo VI, ricavandone il territorio dalle diocesi del Chiapas (oggi diocesi di San Cristóbal de Las Casas), di Tapachula e di Tabasco. Era originariamente suffraganea dell'arcidiocesi di Antequera.
Il 25 novembre 2006 con la bolla Mexicani populi di papa Benedetto XVI la diocesi è stata elevata al rango di arcidiocesi metropolitana, assegnandole come suffraganee le diocesi di San Cristóbal de Las Casas e di Tapachula.

## Cronotassi dei vescovi
Si omettono i periodi di sede vacante non superiori ai 2 anni o non storicamente accertati.
- José Trinidad Sepúlveda Ruiz-Velasco † (20 maggio 1965 - 12 febbraio 1988 nominato vescovo di San Juan de los Lagos)
- Felipe Aguirre Franco (28 aprile 1988 - 30 giugno 2000 nominato arcivescovo coadiutore di Acapulco)
- José Luis Chávez Botello (16 luglio 2001 - 8 novembre 2003 nominato arcivescovo di Antequera)
- Rogelio Cabrera López (11 settembre 2004 - 3 ottobre 2012 nominato arcivescovo di Monterrey)
- Fabio Martínez Castilla † (19 febbraio 2013 - 25 novembre 2023 deceduto)[2]
- José Francisco González González, dal 26 febbraio 2025

## Statistiche
L'arcidiocesi nel 2023 su una popolazione di 2.026.043 persone contava 1.327.825 battezzati, corrispondenti al 65,5% del totale.
| anno | popolazione | popolazione | popolazione | presbiteri | presbiteri | presbiteri | presbiteri                | diaconi | religiosi | religiosi | parrocchie |
| anno | battezzati  | totale      | %           | numero     | secolari   | regolari   | battezzati per presbitero | diaconi | uomini    | donne     | parrocchie |
| ---- | ----------- | ----------- | ----------- | ---------- | ---------- | ---------- | ------------------------- | ------- | --------- | --------- | ---------- |
| 1966 | 347.165     | 352.664     | 98,4        | 21         | 8          | 13         | 16.531                    |         | 14        | 56        | 15         |
| 1970 | 360.000     | 400.000     | 90,0        | 29         | 15         | 14         | 12.413                    |         | 14        | 86        | 16         |
| 1976 | 495.000     | 530.000     | 93,4        | 40         | 21         | 19         | 12.375                    |         | 26        | 129       | 21         |
| 1980 | 622.000     | 693.000     | 89,8        | 46         | 31         | 15         | 13.521                    |         | 23        | 140       | 26         |
| 1990 | 940.000     | 1.130.000   | 83,2        | 53         | 38         | 15         | 17.735                    |         | 21        | 195       | 31         |
| 1999 | 995.000     | 1.395.000   | 71,3        | 80         | 67         | 13         | 12.437                    |         | 19        | 263       | 38         |
| 2000 | 1.010.000   | 1.417.000   | 71,3        | 82         | 70         | 12         | 12.317                    |         | 20        | 254       | 39         |
| 2001 | 1.010.000   | 1.417.000   | 71,3        | 93         | 81         | 12         | 10.860                    |         | 22        | 259       | 39         |
| 2002 | 1.026.000   | 1.439.000   | 71,3        | 113        | 101        | 12         | 9.079                     |         | 25        | 274       | 39         |
| 2003 | 924.000     | 1.197.500   | 77,2        | 110        | 97         | 13         | 8.400                     |         | 16        | 239       | 39         |
| 2004 | 924.000     | 1.197.500   | 77,2        | 140        | 127        | 13         | 6.600                     |         | 20        | 254       | 55         |
| 2010 | 989.000     | 1.270.000   | 77,9        | 148        | 128        | 20         | 6.682                     |         | 25        | 247       | 65         |
| 2014 | 1.139.513   | 1.675.755   | 68,0        | 152        | 128        | 24         | 7.496                     |         | 80        | 318       | 69         |
| 2017 | 1.177.000   | 1.729.000   | 68,1        | 158        | 137        | 21         | 7.449                     |         | 85        | 259       | 71         |
| 2020 | 1.212.590   | 1.780.830   | 68,1        | 164        | 143        | 21         | 7.393                     |         | 40        | 263       | 76         |
| 2022 | 1.251.979   | 1.948.118   | 64,3        | 171        | 150        | 21         | 7.321                     | 12      | 57        | 271       | 74         |
| 2023 | 1.327.825   | 2.026.043   | 65,5        | 172        | 151        | 21         | 7.719                     | 11      | 57        | 280       | 72         |